# Filips I van Baden
Filips van Baden (6 november 1479 - 17 september 1533) was van 1515 tot aan zijn dood in 1533 mede-markgraaf van Baden. Hij behoorde tot het huis Baden. Van 1524 tot 1527 was hij in het tweede Rijksregiment ook keizerlijk gouverneur.

## Levensloop
Filips was de vijfde zoon van markgraaf Christoffel I van Baden en Ottilia van Katzenelnbogen. Zijn vader wilde vermijden dat zijn rijk verdeeld zou worden onder zijn zoons, beschouwde Filips als de meest bekwame opvolger en wilde dat hij zijn hele rijk zou erven. Ook wilde hij Filips uithuwelijken aan Johanna, de dochter en erfgename van markgraaf Filips van Baden-Sausenberg, een jongere tak van het huis Baden, zodat hij het hele markgraafschap Baden zou kunnen besturen. Omdat koning Lodewijk XII van Frankrijk zich tegen het plan verzette, ging het huwelijk uiteindelijk niet door.
Omdat de broers van Filips zich verzetten tegen de plannen van hun vader, veranderde Christoffel I twee keer zijn laatste wil. Hierbij zou Filips na de dood van zijn vader samen met zijn broers Bernhard III en Ernst gezamenlijk het markgraafschap Baden besturen.
Tijdens de Italiaanse Oorlogen vocht Filips aan de zijde van koning Lodewijk XII van Frankrijk. In 1501 commandeerde hij een schip van de Franse vloot die Wenen steunde in de oorlog tegen het Ottomaanse Rijk. In 1515 trad zijn vader om gezondheidsredenen af, waarna Filips markgraaf van Baden-Sponheim werd.
Tijdens zijn regering werd hij geconfronteerd met een reeks opstanden in het zuiden van Duitsland. Als gevolg van de Bundschuhbeweging brak er in 1519 onder leiding van Joss Fritz een boerenopstand uit waarbij de boeren opkwamen en streden voor hun rechten. Dit leidde vaak tot misbruik en geweld. De rebellen marcheerden door het markgraafschap Baden-Durlach naar het Gottesaueklooster, dat voor de ogen van markgraaf Filips geplunderd en volledig vernietigd werd. Filips reageerde hierop door de opdracht te geven om de huizen van de rebellen aan te vallen en in Berghausen werden drie huizen in brand gestoken. De opstand was echter vooral gericht op het grondgebied van bisschop George van Speyer, die uiteindelijk naar het hof van keurvorst Lodewijk V van de Palts in Heidelberg moest vluchten. Uiteindelijk zou keurvorst Lodewijk V en zijn leger in 1525 de opstand kunnen beëindigen, waarna Filips op 25 mei 1525 met zijn boeren het verdrag van Renchen afsloot. 
In 1533 overleed Filips. Van zijn zes kinderen overleefde enkel zijn dochter Maria Jacoba hem. Zijn broers Ernst en Bernhard III verdeelden zijn grondgebied onder elkaar, verdeelden het markgraafschap Baden onderling en dit leidde tot het ontstaan van de markgraafschappen Baden-Baden en Baden-Durlach, die in 1771 terug herenigd werden. Hij werd begraven in de kapittelkerk van Baden-Baden.

## Huwelijk en nakomelingen
Op 3 januari 1503 huwde hij met Elisabeth van de Palts (1483-1522), dochter van keurvorst Filips van de Palts. Ze kregen volgende kinderen:
- Maria Jacoba (1507-1580), huwde in 1522 met hertog Willem IV van Beieren
- Filips (1508-1509)
- Filips Jacob (geboren en overleden in 1511)
- Maria Eva (geboren en overleden in 1513)
- Johan Adam (geboren en overleden in 1516)
- Maximiliaan Caspar (geboren en overleden in 1519)